# (196) Philomèle
Pour les articles homonymes, voir Philomèle.
(196) Philomèle est un astéroïde de la ceinture principale découvert par Christian Peters le 14 mai 1879 nommé d'après Philomène, fille de Pandion de la mythologie grecque.

## Compléments